# 2号線 (ポーランド)
ポーランド国鉄2号線（ポーランド語;Linia kolejowa nr 2）は、ポーランドの首都ワルシャワ（マゾフシェ県）のワルシャワ中央駅とルブリン県のテレスポル駅を結ぶポーランド国鉄の鉄道路線である。全長は214.227 kmであり、全線が複線電化されている。

## 概要
数多くの国際列車が運行され、3号線と共にEUのトランスヨーロピアン交通ネットワークのE20号線を構成する路線である。また汎ヨーロッパ回廊の2号線（ベルリン - モスクワ）でもある。現在では大部分の区間で旅客列車は 160 km/h、貨物列車は 120 km/h での運転が可能になっている。ワルシャワ - シェドルツェ間には通勤列車も運行されている。

## 歴史

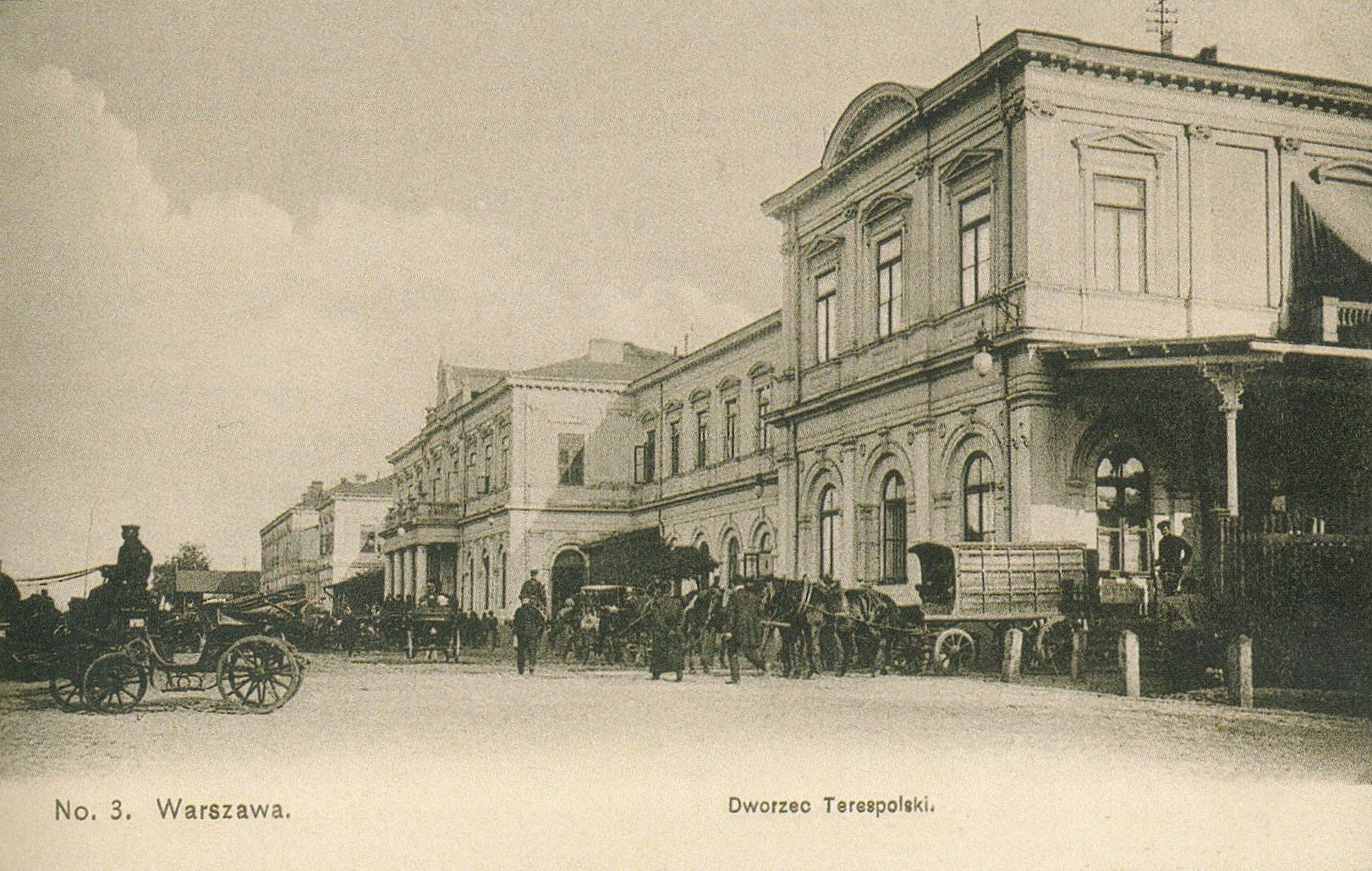
1908年当時のワルシャワ・テレスポル駅

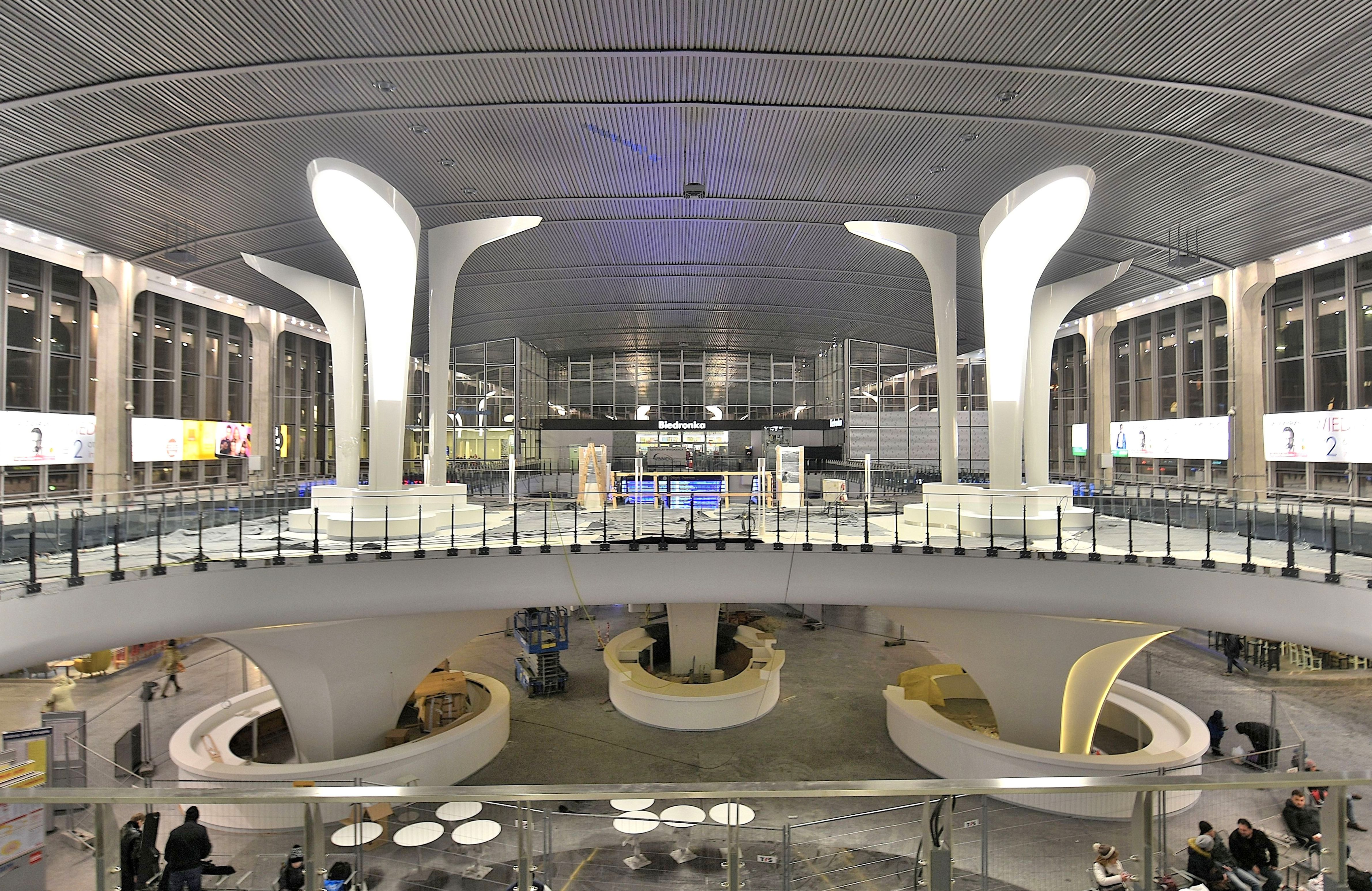
ワルシャワ中央駅

1795年のポーランド分割の結果、19世紀の大半の時期はロシア帝国の支配下にあり、ポーランド立憲王国と呼ばれていた。これに伴い、1850年代後半にワルシャワとモスクワの間に鉄道を建設する計画が具体化されたのが始まりである。
1864年に建設が認可され、1865年に建設が開始された。1866年にワルシャワ - シェドルツェ間が、翌1867年にはテレスポル駅までの全区間が開業した。 4年後にはテレスポルとブレスト・リトフスク の間のブク川に全長5kmの橋が架けられた。 第三次ポーランド分割によりポーランド東部がロシアに支配された結果、ワルシャワ - モスクワ間に鉄道が建設されたのである。
ワルシャワ - テレスポル間の鉄道は1845年に開業したワルシャワ - ウィーン間の鉄道、1862年に開業したワルシャワ・サンクトペテルブルク間の鉄道がに次ぐワルシャワで3番目の鉄道であった。 当初は全区間がロシア帝国領であったため、1520mmの広軌で建設された。この時点ではヴィスワ川右岸のプラガ地区から発着していた。これは当局が戦略上の理由からヴィスワ川に鉄橋を架けることを阻止していたからである。しかしながら、1877年には鉄橋が建設され、ヴィスワ河岸鉄道およびワルシャワ環状鉄道と共に中心部のターミナル駅に乗り入れるようになった。
1891年にはロシア帝国政府により国有化され、ヴィスワ河岸鉄道も編入された。1914年の第一次世界大戦開戦後はロシア軍の撤退により鉄道も甚大な被害を受けた。後にドイツ軍により部分的に修復され、同時に標準軌に改軌された。なお、1920年のポーランド・ソビエト戦争の時には再び広軌に改軌された。
大戦後にポーランド第二共和国が独立し、ポーランド全土の鉄道を管轄するポーランド国鉄による運営の下で路線の再建が行われた。1933年にはワルシャワ・テレスポル駅（現：ワルシャワ東駅）とワルシャワ・ウィーン駅跡に建設されたワルシャワ本駅（ポーランド語: Warszawa Główna）を結ぶ 地下線が建設され、1937年にはワルシャワ - ミンスク・マゾビエツキ間が電化された。
1970年代にはポーランド人民共和国の国家的プロジェクトとして、西側の借款でワルシャワ本駅に代わる新駅としてワルシャワ中央駅の建設が開始された。しかしながら、計画は物質的な問題に差し掛かる。駅の設計は革新的であったが、度重なる計画変更と基準を下回る建築水準に悩まされた。建設工事の範囲に関する問題は1975年のソ連のレオニード・ブレジネフ書記長のポーランド訪問に間に合わせる事が最優先とされた。工事を急ぎ過ぎた事により設計や建設段階に問題があったため、1980年代を通して修復工事が行われた。自動ドアのみならず、エスカレーターやエレベーターが各ホームに設置され、ポーランドの財政難にもかかわらず当時にしては進んだ設備が導入された。また、第二次世界大戦後にポーランドとソ連の国境となったテレスポル付近の区間はモスクワオリンピックの前年の1979年にソ連領内区間（ブレスト - ヴャジマ）と合わせて電化された。
体制転換後の2000年代に設備の近代化が行われ、旅客列車は160km/h、貨物列車は120km/hでの運行が可能になった。

## 所要時間
| 年度      | ワルシャワ - シェドルツェ | ワルシャワ - シェドルツェ | シェドルツェ - ウクフ | シェドルツェ - ウクフ | ウクフ - テレスポル | ウクフ - テレスポル | ワルシャワ - テレスポル | ワルシャワ - テレスポル |
| 年度      | 普通列車                  | 速達列車                  | 普通列車              | 速達列車              | 普通列車            | 速達列車            | 普通列車                | 速達列車                |
| --------- | ------------------------- | ------------------------- | --------------------- | --------------------- | ------------------- | ------------------- | ----------------------- | ----------------------- |
| 1939      | 2時間15分                 | 2時間15分                 | 28分                  | 28分                  | 1時間24分           | 1時間24分           | 4時間1分                | 4時間1分                |
| 2006/2007 | 1時間50分                 | 1時間10分                 | 32分                  | 26分                  | 1時間50分           | 1時間38分           |                         | 3時間28分               |
| 2007/2008 | 1時間50分                 | 1時間20分                 | 29分                  | 17分                  | 1時間57分           | 1時間40分           |                         | 3時間23分               |
| 2008/2009 | 1時間38分                 | 1時間17分                 | 31分                  | 18分                  | 1時間40分           | 1時間34分           |                         | 3時間15分               |
| 2009/2010 | 1時間38分                 | 1時間19分                 | ?                     | ?                     | ?                   | ?                   |                         | 2時間45分               |
| 2009/2010 | 1時間38分                 | 1時間19分                 | ?                     | ?                     | ?                   | ?                   |                         | 2時間45分               |
| 2010/2011 | 1時間39分                 | 1時間12分                 | ?                     | ?                     | 1時間35分           | 1時間08分           |                         | 2時間49分               |
| 2011/2012 | 1時間39分                 | 1時間16分                 | 27分                  | 17分                  | 1時間36分           | 1時間10分           |                         | 2時間52分               |
| 2012/2013 | 1時間40分                 | 1時間18分                 | 27分                  | 18分                  | 1時間36分           | 1時間14分           |                         | 2時間57分               |
| 2013/2014 | 1時間36分                 | 1時間16分                 | 28分                  | 18分                  | 1時間37分           | 1時間15分           |                         | 2時間50分               |
| 2014/2015 | 1時間32分                 | 1時間08分                 | 28分                  | 18分                  | 1時間32分           | 1時間02分           | 3時間36分               | 2時間33分               |
| 2015/2016 | 1時間35分                 | 1時間05分                 | 25分                  | 13分                  | 1時間22分           | 56分                |                         | 2時間20分               |

## 列車

### 普通列車
マゾビエツキ方面の旅客列車はマゾビエツキ鉄道が運行している。車両はEN57形、EN71形、ER75形などが、機関車はEU43形などが用いられる。

### 国際列車
- ニース - モスクワ：週1便、ポーランド国内で切符の購入は不可
- パリ - モスクワ：週3便、ポーランド国内で切符の購入は不可
- ワルシャワ - モスクワ（ポロネーズ号）
- ワルシャワ - ミンスク
- プラハ - モスクワ（ヴルタヴァ号）：ウクフ - テレスポル間のみ2号線を経由、ポーランド国内からの乗車も可能、一部車両はウィーン・ヘプ・サンクトペテルブルクへも直通する。
- ワルシャワ - キエフ（キエフエクスプレス）：ワルシャワ - マゾビエツキのみ2号線を経由

### 国内列車
- ワルシャワ - テレスポル（TLK）
- ヴロツワフ - ルブリン
- ワルシャワ - ルブリン・ヘウム
- ワルシャワ - キェルツェ・クラクフ・ザコパネ
- ルブリン - クラクフ